# Sheohar
Sheohar ist eine Stadt im indischen Bundesstaat Bihar.
Die Stadt ist Verwaltungssitz des gleichnamigen Distrikts. Sheohar liegt 107 km südöstlich von Patna. Sheohar hat den Status eines City Council (Nagar panchayat). Die Stadt ist in 15 Wards gegliedert. Der Sheohar Nagar Panchayat hatte am Stichtag der Volkszählung 2011 28.116 Einwohner, von denen 14.881 Männer und 13.235 Frauen waren.